# Circuit Switched Data
Circuit Switched Data (CSD) es la forma original de transmisión de datos desarrollada para los sistemas de telefonía móvil basados en el acceso múltiple por división de tiempo (TDMA) como el GSM. CSD usa un intervalo de tiempo (time slot) de radio individual para enviar 9.6 kbit/s al subsistema de conmutación de red (NSS) de GSM, donde podría conectarse por medio del equivalente a un módem normal a la red telefónica conmutada (RTC, PSTN) permitiendo llamadas directas a cualquier servicio de marcación.
Antes del CSD, la transmisión de datos sobre teléfonos móviles se hacía usando un módem, integrado en el terminal o conectado a él. Tales sistemas estaban limitados por la calidad de la señal de audio a 2.4 kbit/s o menos. Con la introducción de la transmisión digital en los sistemas basados en TDMA, como el GSM, el CSD proporcionó acceso casi directo a la señal digital subyacente, permitiendo mayores velocidades. Al mismo tiempo, la compresión de audio orientada a la voz que se usa en GSM realmente significaba que las velocidades de datos usando un módem tradicional conectado al teléfono habrían sido incluso inferiores a las de los antiguos sistemas analógicos.
Una llamada CSD funciona de una forma muy similar a una llamada normal de voz en una red GSM. Se asigna en exclusiva un único intervalo de tiempo (time slot) de radio entre el teléfono y la estación base, un "sub-intervalo" (16 kbit/s) entre base y transcodificador y finalmente otro intervalo (64 kbit/s) entre éste y el MSC (Mobile Switching Centre).
La transmisión de datos GSM ha avanzado desde la introducción del CSD:
- HSCSD (High-Speed Circuit-Switched Data, datos por conmutación de circuitos de alta velocidad) es un sistema basado en CSD pero designado para proporcionar mayores tasas de datos por medio de una codificación del canal más eficiente y/o por el uso de múltiples intervalos de tiempo (hasta 4).
- GPRS (General Packet Radio Service, servicio general de paquetes de radio) proporciona una transmisión más eficiente de datos basada en paquetes directamente desde el teléfono móvil a velocidades similares a HSCSD.
- EDGE (E-GPRS) (Enhanced Data Rates for GSM Evolution, tasas de datos ampliadas para la evolución de GSM) y UMTS (Universal Mobile Telecommunications System, sistema universal de telecomunicaciones móviles) proporcionan interfaces de radio mejorados con mayores tasas de datos, manteniendo la compatibilidad con el núcleo de la red GSM preexistente.

- Datos: Q278321